# Thánh đường Las Lajas
Las Lajas Sanctuary (tiếng Tây Ban Nha: Santuario de Las Lajas) là một tiểu vương cung thánh đường ở thành phố tự trị Ipiales thuộc tỉnh Nariño, trong hẻm núi của sông Guáitara, miền nam Colombia, cách biên giới với Ecuador khoảng 10 km.
Nơi này là một địa điểm hành hương nổi tiếng kể từ khi có tường thuật về cuộc hiện ra của Đức Mẹ Maria trong khoảng năm 1754. Các hình ảnh trên đá vẫn còn được nhìn thấy ngày hôm nay.

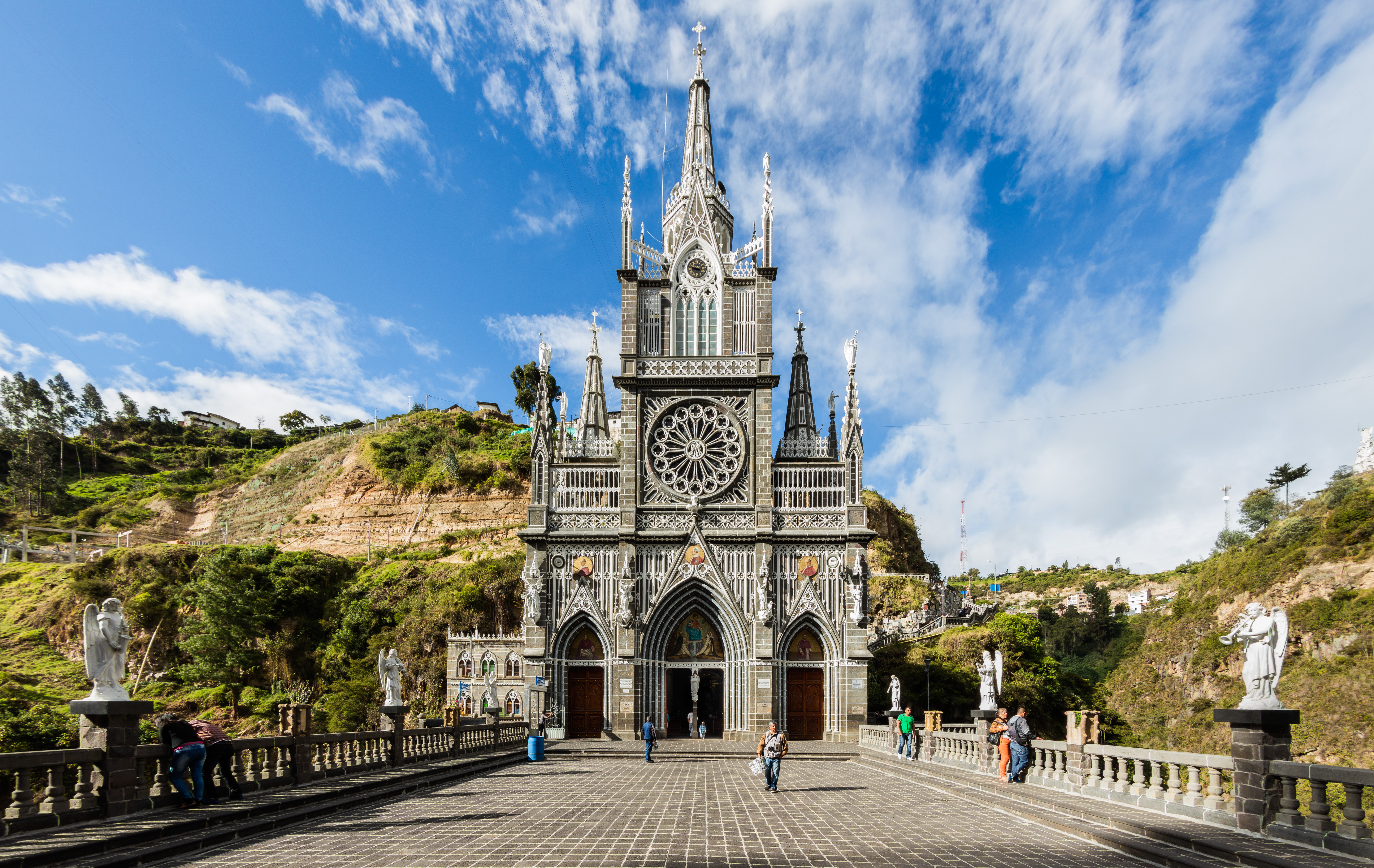
Mặt tiền nhà thờ hiện nay, cổng chính mở ra hướng cầu nối

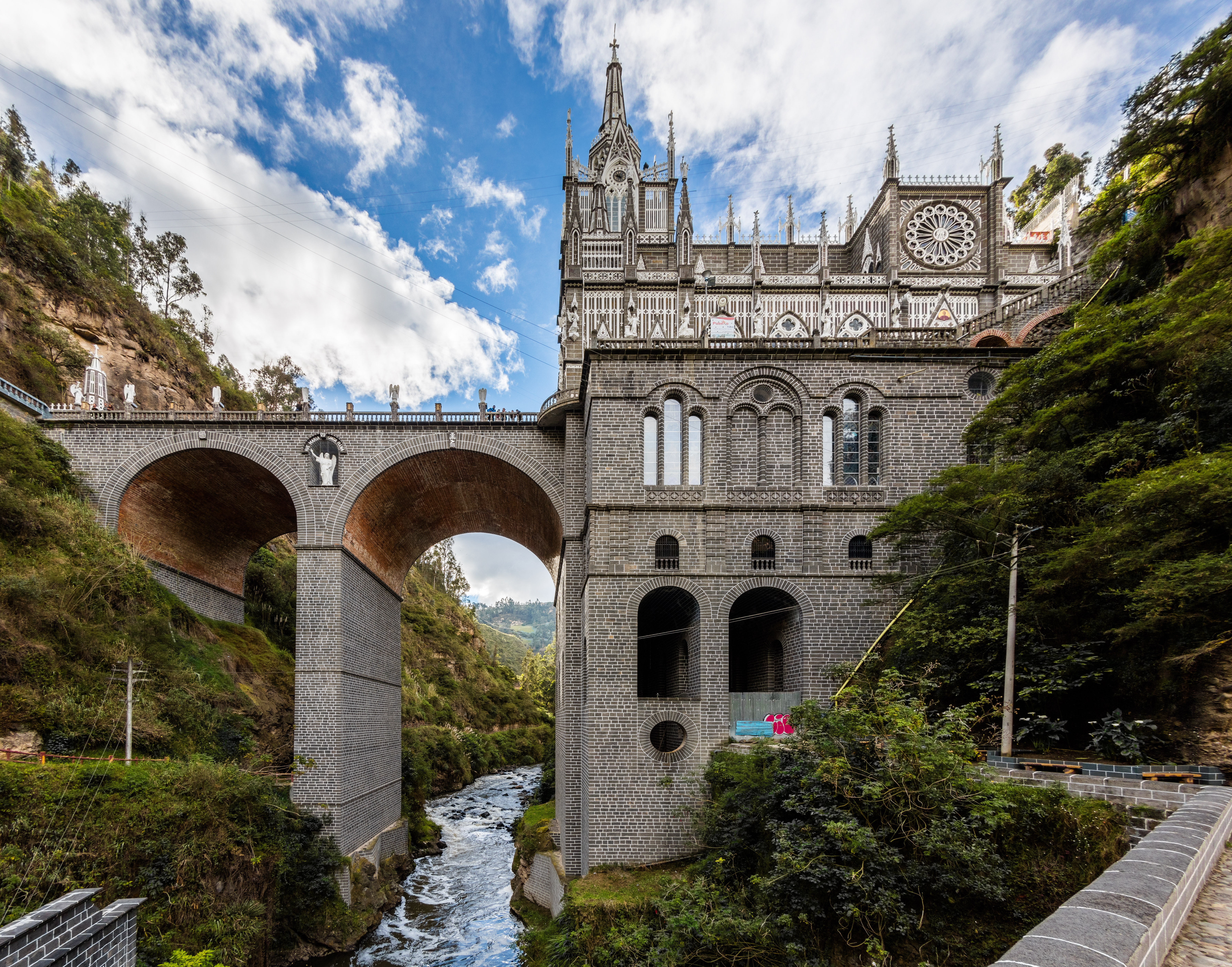

Ngôi đền thờ đầu tiên được xây dựng tại đây vào giữa thế kỷ 18 (khoảng giữa những năm 1756 và 1764) từ rơm rạ và gỗ, và đã được thay thế bằng ngôi đền lớn hơn trong năm 1802, được mở rộng và kết nối với phía đối diện của hẻm núi với một cây cầu.
Nhà thờ hiện nay được xây theo phong cách Gothic Revival (Gothic Phục hưng) từ năm 1916 đến năm 1949. Tên gọi Laja bắt nguồn từ một loại đá trầm tích giống với đá phiến sét.

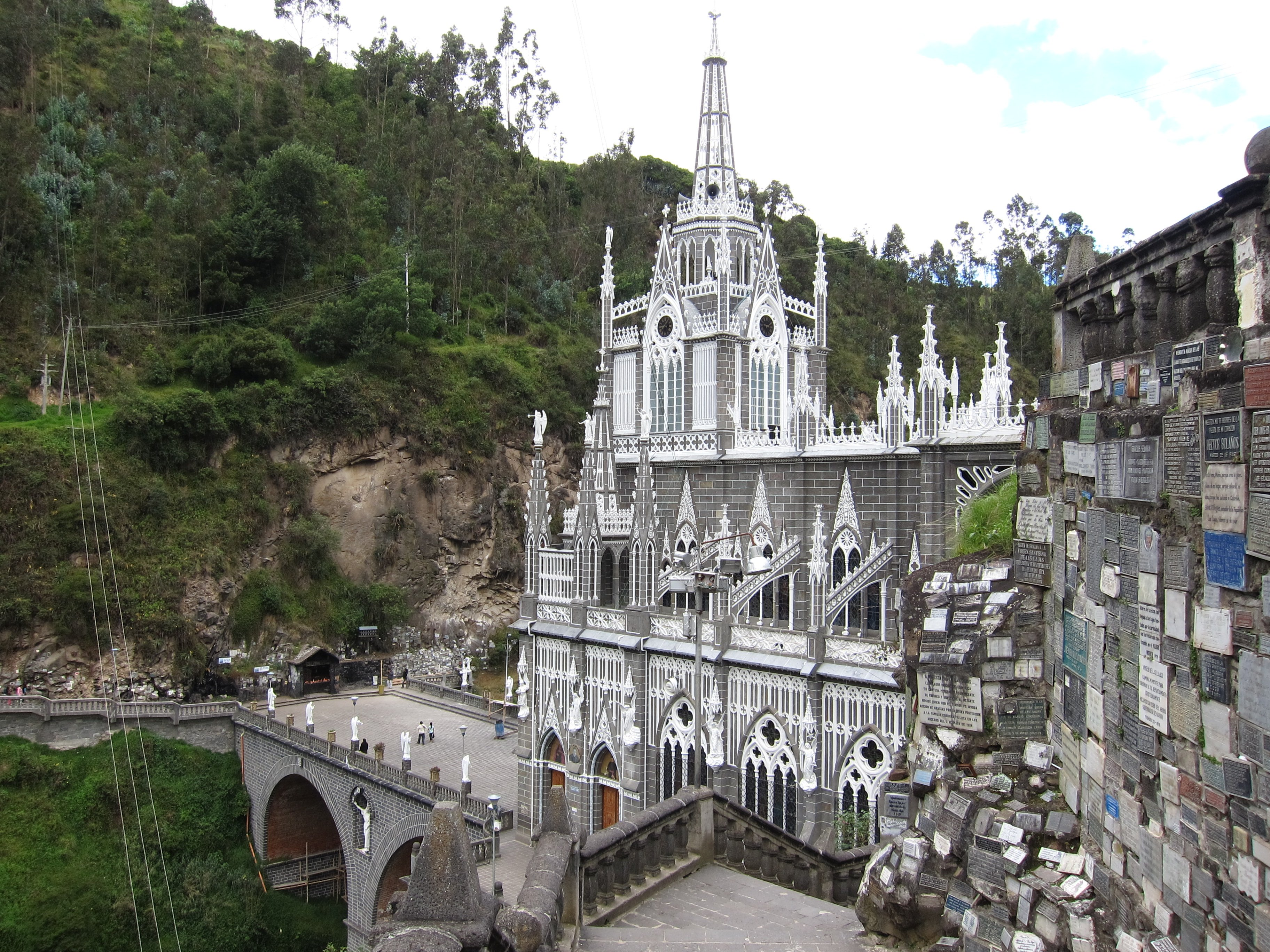
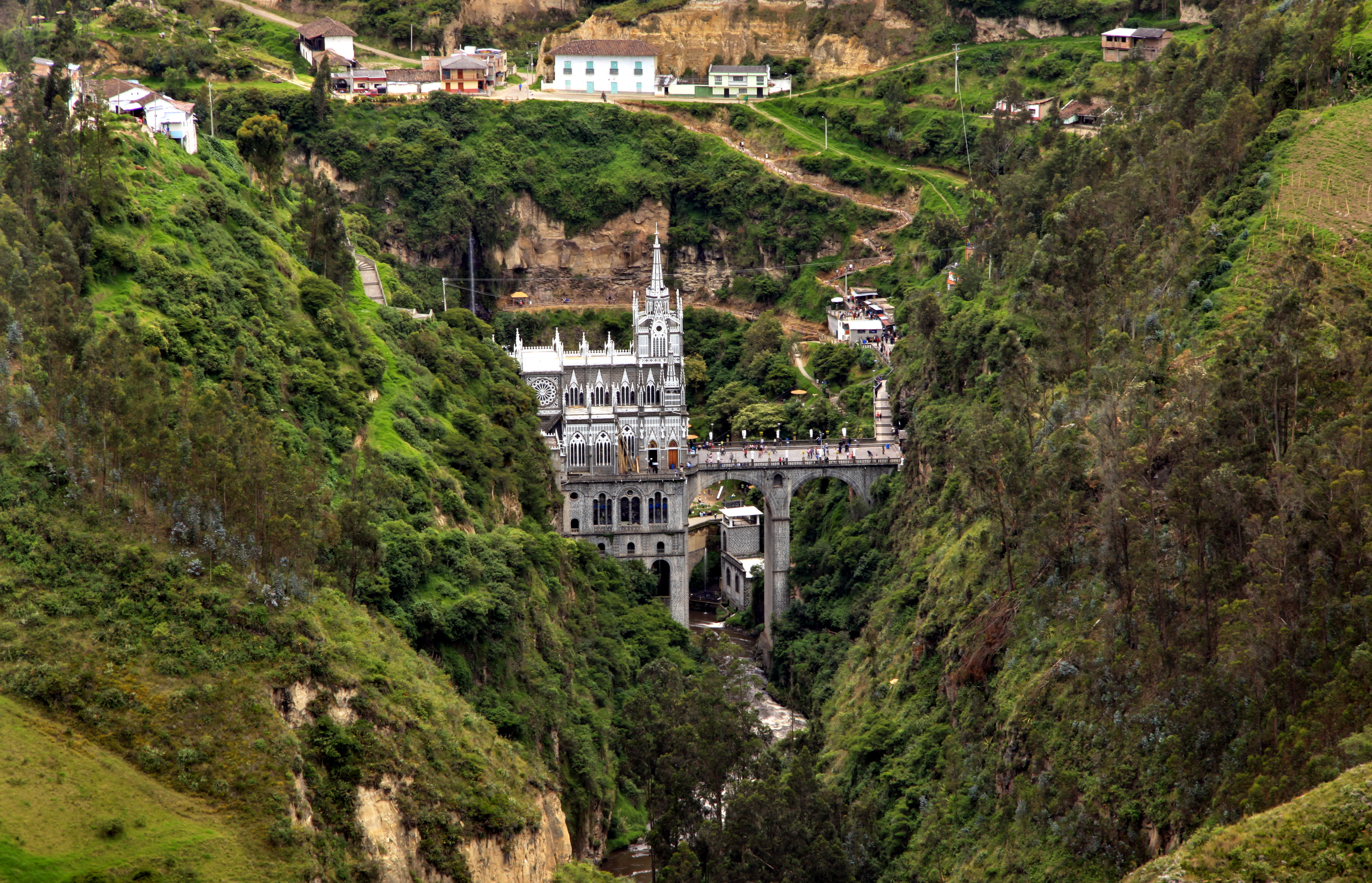
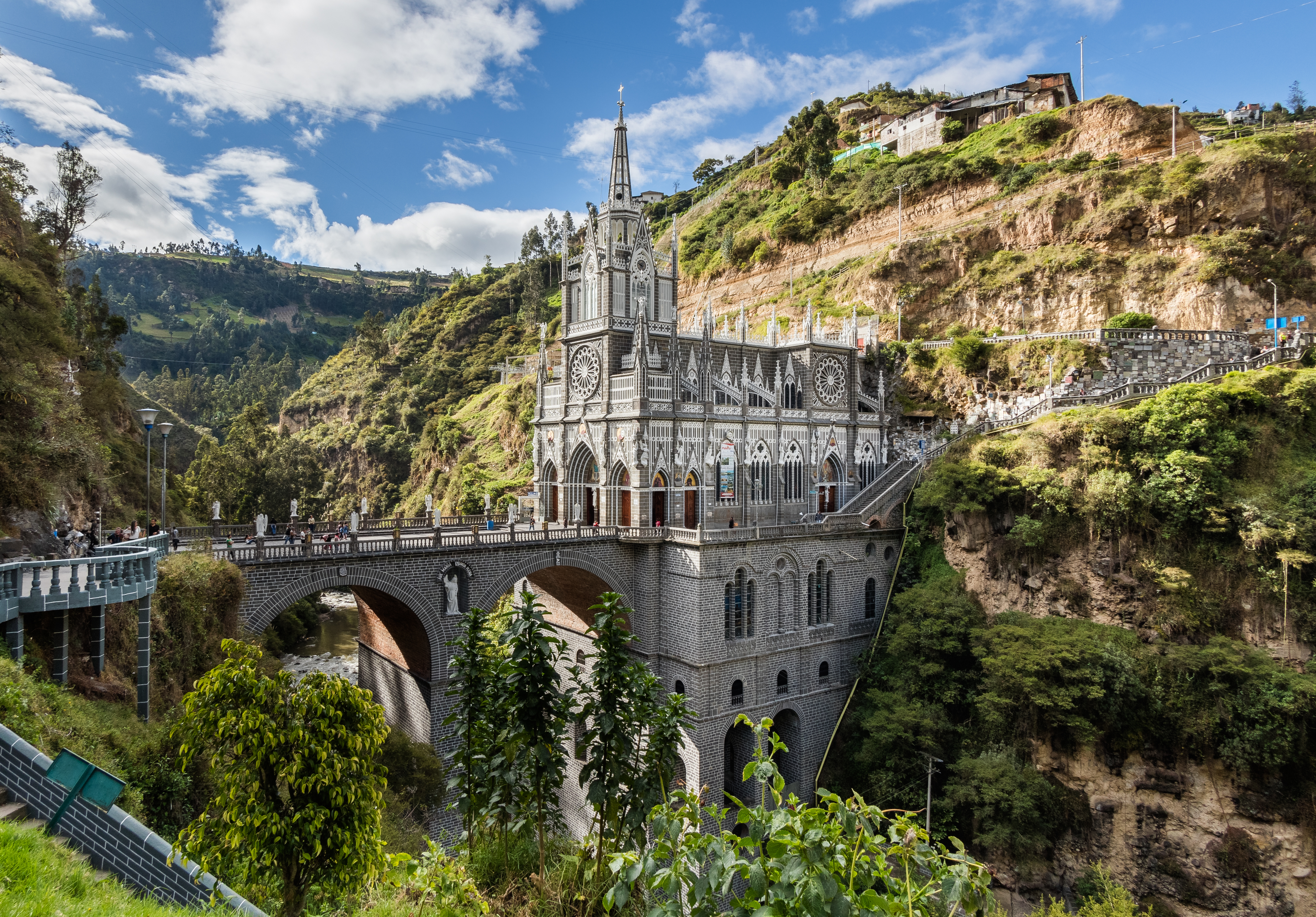
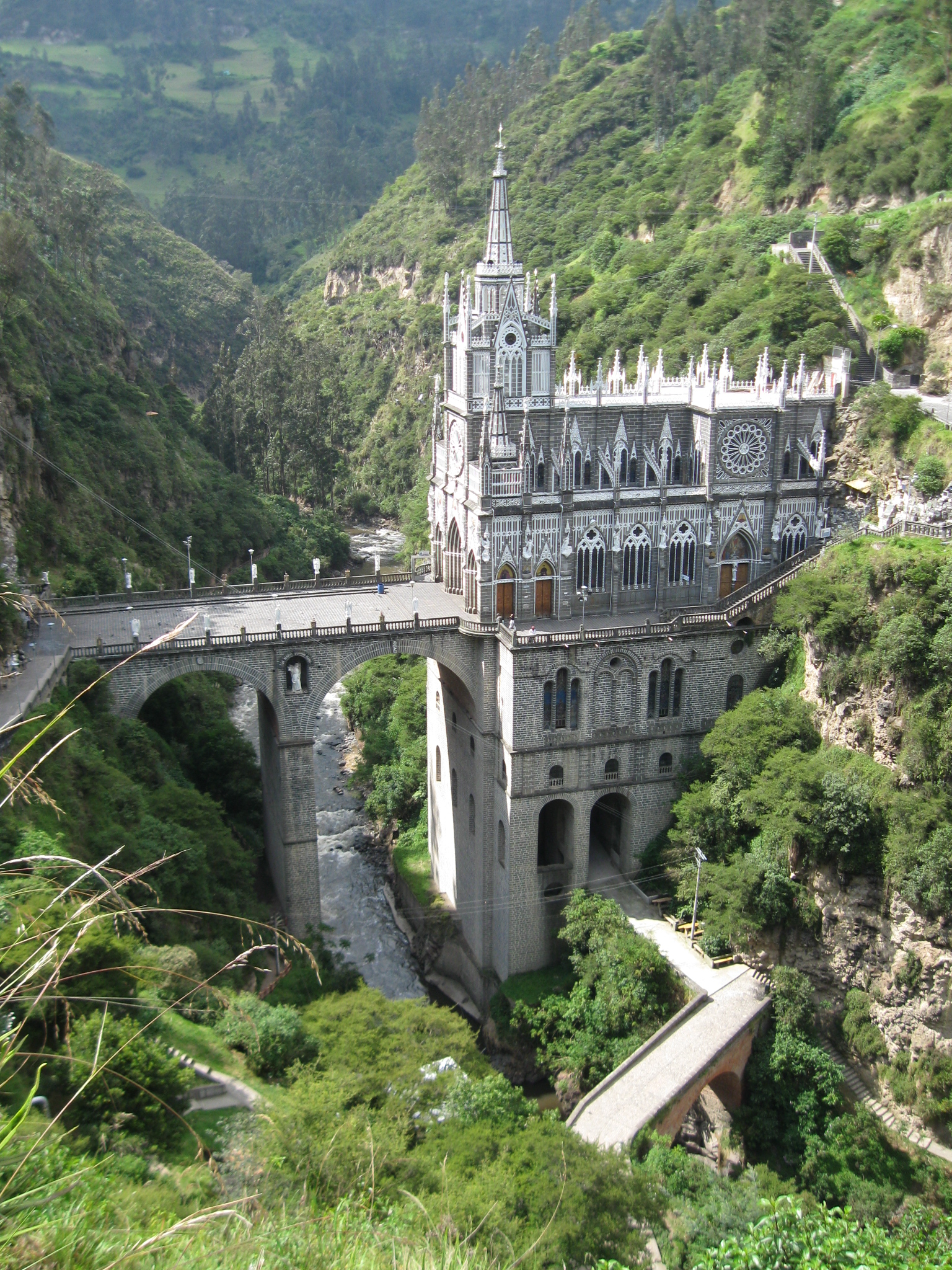
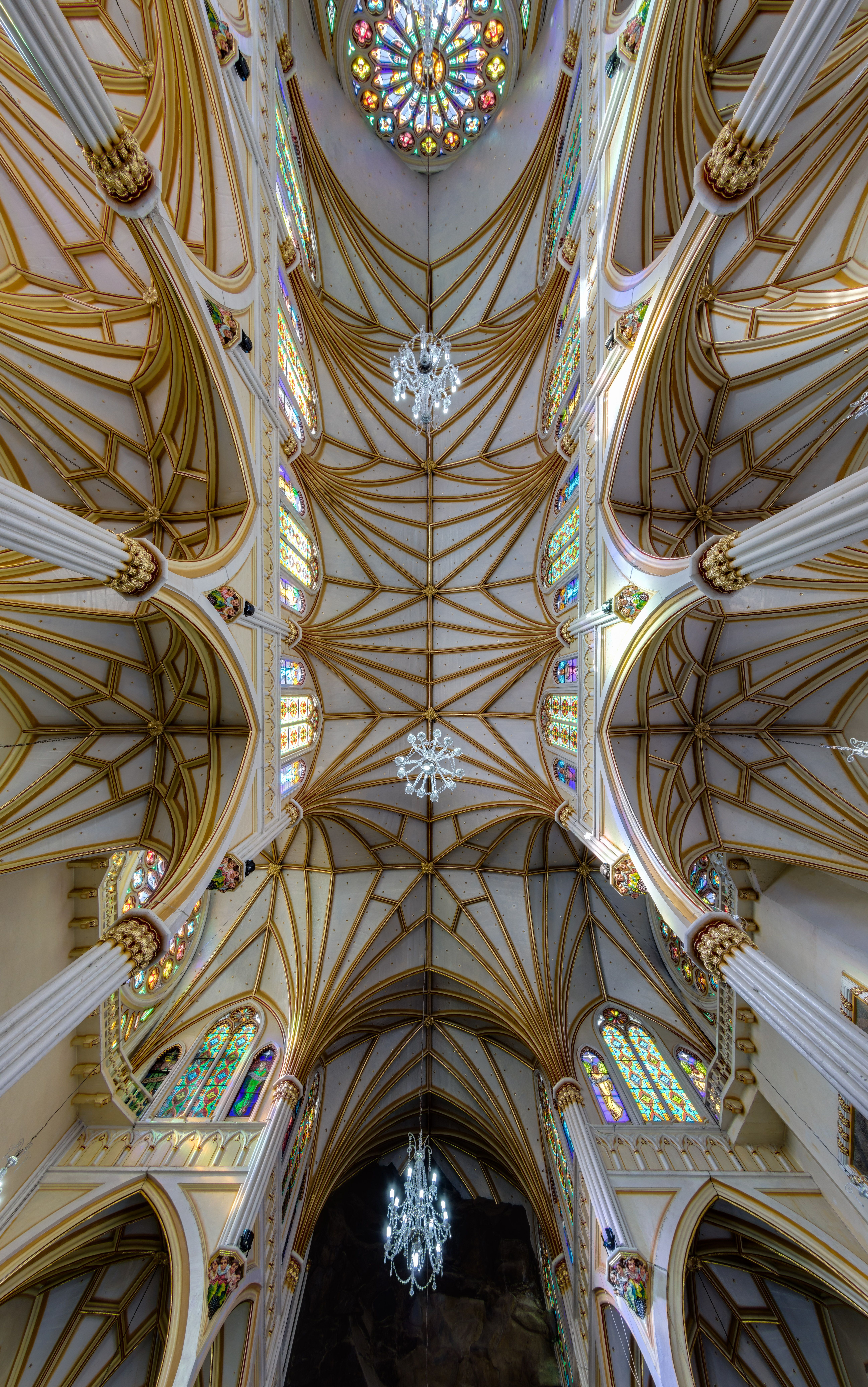
Trần nhà Santuario de Las Lajas
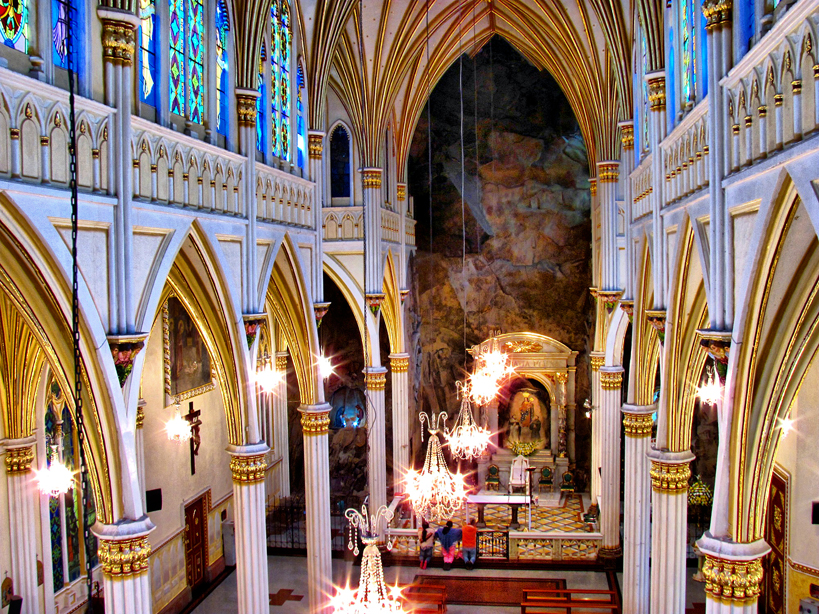
Trong nhà thờ